# Lionel McKenzie
 (avril 2018).
Si vous disposez d'ouvrages ou d'articles de référence ou si vous connaissez des sites web de qualité traitant du thème abordé ici, merci de compléter l'article en donnant les références utiles à sa vérifiabilité et en les liant à la section « Notes et références ».
Lionel Wilfred McKenzie, né le 26 janvier 1919 à Montezuma en Géorgie et mort le 12 octobre 2010, est un professeur émérite d'économie à l'Université Wilson de Rochester.

## Biographie
Né à Montezuma, en Géorgie, il termine ses études de premier cycle à l'Université Duke en 1939 et déménage ensuite à Oxford, lamême année comme boursier Rhodes. Il travaille avec la Commission Cowles pendant son séjour à Chicago et est professeur adjoint à Duke de 1948 à 1957. 
Après avoir obtenu son doctorat à l'université de Princeton en 1956, il s'installe à Rochester où il devient responsable de l'établissement du programme d'études supérieures en économie. McKenzie a reçu de nombreux prix professionnels, dont la Bourse Guggenheim en 1973, l'élection à l'Académie nationale des sciences des États-Unis en 1978, l'Ordre du Soleil levant en 1995 et les doctorats honorifiques de l'Université Keiō en 1998 et de l'Université de Kyoto en 2004. McKenzie a été désigné comme « le père des économistes mathématiciens au Japon »[réf. nécessaire]. Ses recherches ont porté sur l'équilibre général et la théorie du capital. Bien que le plus connu en tant que co-créateur du modèle Arrow-Debreu-McKenzie, il a également publié un livre et de nombreux documents de recherche.
Son article Sur l'équilibre dans le modèle de Graham du commerce mondial et d'autres systèmes concurrentiels en 1954 fournit la première preuve de l'existence d'un équilibre général, en utilisant le théorème du point fixe de Kakutani. L'article de 1957, Théorie de la demande sans indice d'utilité semble inclure la première dérivation du lemme de Shephard[Quoi ?] dans le contexte de la théorie du consommateur. 

## Publications
- Sur l'équilibre dans le modèle de Graham du commerce mondial et d'autres systèmes concurrentiels, Econometrica, 1954.
- Théorie de la demande sans indice d'utilité, The Review of Economic Studies, 1957.
- Sur l'existence de l'équilibre général pour une économie compétitive, Econometrica, 1959.
- Théorie Turnpike. Econometrica. 44 (5): 841. doi: 10.2307 / 1911532. ISSN 0012-9682. JSTOR 1911532., 1976
- Le théorème classique sur l'existence de l'équilibre compétitif, Econometrica, 1981.
- Théorie Turnpike, Utilitaire Réduit, et la Facette von Neumann Journal of Economic Theory, 1983.doi: 10.1016 / 0022-0531 (83) 90111-4
- L'équilibre général, The New Palgrave: Un dictionnaire d'économie, 1987, v. 2, pp. 498-512.
- Turnpike Theory, Le Nouveau Palgrave: Un Dictionnaire d'Économie, 1987, v. 4, pp. 712-20.
- Théorie classique de l'équilibre général, The MIT Press, 2002.